# Twinity
Twinity är den första virtuella onlinevärlden i 3D som bygger verklighetstrogna kopior av kända storstäder från hela världen. Twinity är utvecklat av Metaversum GmbH, ett företag som är baserat i Berlin, Tyskland. Twinity erbjuder exakta virtuella kopior av verkliga städer, vilket också går under benämningen MMORPG, spegelvärld eller metaversum. En offentlig betaversion öppnade för allmänheten i september 2008 med premiären av Twinitys första virtuella stad, Berlin - som senare följdes av Singapore, London, Miami och New York.

## Medlemskap
Att bli medlem i Twinity är för närvarande helt gratis. Det finns tre olika sorters medlemskap: grundläggande, premium och kommersiell. Beroende på vilken nivå medlemmen själv väljer, erbjuds olika sätt att använda världen. Väljer man premiumnivån får man bland annat köpa och sälja virtuell egendom. Det kommersiella medlemskapet krävs för all kommersiell användning av Twinity - eller om användarna, som också kallas för Twinizens, beslutar sig för att öppna sina egna virtuella företag inne i spelet. Det grundläggande medlemskapet är till för icke-kommersiella ändamål och tillåter användarna att registrera och skapa en avatar, hyra en lägenhet eller bara gå online och pröva på spelet. För att bli medlem i Twinity, måste användarna vara myndig i sina respektive hemländer.

## Community

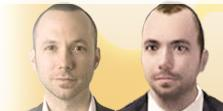
Avatar skapad med Photofit

### Avatar
Till skillnad från många andra onlinespel, är tanken med Twinity att medlemmarna ska representera sig själva när de är online. De kan använda sina riktiga namn, precis som de flesta gör på Facebook, och även skapa en avatar som fysiskt ser ut som de gör i verkligheten. Avataren kan sedan anpassas på olika sätt, bland annat genom att medlemmen använder en särskild Photofit-applikation. Användaren laddar då upp ett foto i programmet och genom att anpassa en viss geometri i ansiktet kommer det att skapas en verklighetstrogen avatar. Vissa användare föredrar dock att skapa ett nytt alter ego och rollspela med en påhittad karaktär.

### Globals
Valutan som används i Twinity kallas för "Globals" och är för närvarande låst till växelkursen 90 Globals = 1 euro. Med Globals, kan alla Twinizens köpa kläder, objekt, animationer och betala för sina virtuella lägenheter. Globals kan köpas med kreditkort på hemsidan eller genom PayPal och Mopay. Medlemmarna kan också få Globals genom att delta i virtuella tävlingar online, genom att använda SponsorPay eller avsluta välkomstturen som de erbjuds att ta första gången de går online efter registreringen.

### Innehåll
Förutom allt innehåll i Twinity som erbjuds av grundarna, Metaversum, tillverkar många Twinizens själva en stor del av innehållet. Tanken är främst att använda animationer, kläder och möbler för eget ändamål men många säljer sina egna produkter för att tjäna Globals vilket skapar en virtuell ekonomi. Användarna ägnar också mycket tid till att inreda lägenheter, klubbar och affärer för att dela med andra användare. Under hösten 2010, fick alla nya - men också redan befintliga användare - varsin egen startlägenhet som de kan möblera och inreda. Användarna kan skapa egna möbler eller köpa dem från butikerna i Twinity. På Twinitys hemsida finns det en fastighetsmäklare där alla Twinizens kan hitta en lägenhet efter egen smak och tycke och beroende på i vilken virtuell stad de vill bo. Twinity erbjuder också ett speciellt knappsystem. Dessa knappar tillverkades för att främja innehåll, funktioner och användargrupper. Anshe Chung, den första dollarmiljonären i virtuella världar, har hjälpt till att skapa staden Palmadora på Ibiza. Twinizens firar numera årligen en högtid till Chungs ära vilken kallas för "Anshe Chung Appreciation Day".

## Virtuella städer

### Berlin
I september 2008 ägde invigningen av Berlin, som var Twinitys första virtuella stad, rum. Under invigningsceremonin närvarade den dåvarande borgmästaren i Berlin, Klaus Wowereit, och denne fick ta emot den symboliska nyckeln till den virtuella staden. Metaversum har kopierat och lagt till omkring 20 av det verkliga Berlin och över 50 000 byggnader finns med, inklusive kända landmärken från tidigare Öst- och Västberlin. Man kan bland annat se TV-tornet, Brandenburger Tor, Potsdamer Platz och Kurfürstendamm. Användaren kan också få en smak av stadens långa historia i det virtuella Berlinmuren-museet som öppnades för att fira de världsomvälvande händelserna under 1989. Det virtuella museet ger besökaren en omfattande bakgrundsinformation om DDR; från byggandet av muren till den tyska återföreningen 1990. Två månader efter öppnandet av virtuella Berlin, hade Twinity nått 80 000 registrerade användare.

### Singapore
I augusti 2009, ett år efter premiären på det virtuella Berlin, meddelade Metaversum att den andra stad som skulle öppnas för allmänheten var Singapore. För att skapa staden, fick Metaversum finansiering från Singapores Media Development Authority vilket var ett stort erkännande av projektet. Virtuella Singapore öppnades den 9 augusti, med ett stort firande av Singapores nationaldag som inföll under samma dag. Den första delen av Singapore att öppna var området runt Orchard Road, som är det stora shopping- och turismområdet i denna storstad.

### London
I december 2009 blev London den tredje virtuella staden som lanserades i Twinity. Användare kan besöka Londons berömda Soho-distrikt, som sträcker sig från Oxford Street ner till Trafalgar Square, inklusive Piccadilly Circus, Buckingham Palace och China Town. Den 30 april 2009 meddelade Metaversum att nya områden hade lagts till, till de redan befintliga från West End i London längs The Strand, däribland några av de mest berömda teatrarna ända upp till Millennium Bridge, South Bank och Shakespeares Globe.

### Miami

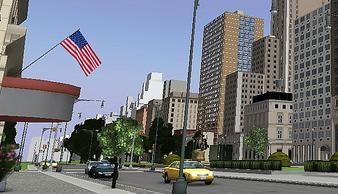
Virtuella New York i Twinity

Virtuella Miami var den fjärde staden att öppna i Twinity (juli 2010) och den första staden i USA. Virtuella Miami, med fokus på South Beach, omfattar främst områdena kring Lummus Park och Ocean Drive. Miami var den första interaktiva staden i Twinity, vilket gav användarna nya funktioner, som till exempel möjligheten att simma med sina avatarer i havet eller att bygga sandslott. Twinity följer den naturliga dag- och nattcykeln, vilket innebär att när det är kväll i Europa, är det fortfarande dagsljus i Miami. Invigningen av den amerikanska staden var ett steg i riktningen att ge den växande amerikanska medlemsgruppen ett virtuellt hem. I juli 2010 hade Twinity nått över 500 000 registrerade användare sedan invigningen av den offentliga betan i London.

### New York City
I oktober 2010 var New York City den femte staden att lanseras i Twinity. Utgångspunkten för virtuella New York är på Grand Army Plaza och därifrån kan medlemmarna gå omkring för att utforska staden och landmärken, såsom till exempel Trump Tower, Solow Building och New York Public Library för att nämna några. Precis som i alla andra städer i Twinity kan avatarerna ta sig runt, antingen till fots eller med hjälp av ett fordon, till riktiga och existerande adresser i dess verkliga motsvarighet. Användarna kan se positionen för sina avatarer på en mini-karta från Google Maps som är synligt i spelet.

## Mjukvaran
Att ladda ner programmet för att spela Twinity är gratis, liksom det är att spela. Programmet kopplar användaren till en server via Twinitys nätverk. När Twinity startas, får programmet tillgång till information via internetanslutningen och användaren kopplas upp till den virtuella 3D-världen. Twinity använder sig av Next Generation-teknik för att leverera en grafisk och uppdaterad visuell upplevelse som kan jämföras med kvaliteten på de senaste datorspelen i branschen. Detta innefattar spegeleffekter och kubkartor. Twinity använder också samma sorts 3D-kartor teknik som för närvarande används av Satnav och Google Earth, vilket gör att alla virtuella byggnader ser ut som i den verkliga världen. En stor del av innehållet i Twinity är egenproducerat. Användare som har premium-medlemskap kan skapa 3D-objekt, kläder, planlösningar och animationer som de laddar upp genom Twinity eller genom att exportera Colladafiler genom 3D-modelleringsverktyg som till exempel Google Sketchup, Blender, Autodesk 3Ds Max eller Autodesk Maya. 